# ぼくのアイドル
『ぼくのアイドル』は、永野あかねによる日本の漫画。雑誌『ヤングアニマル嵐』（白泉社）に連載された。なお、同誌連載で本作の続編にあたる『トキメキ☆とらいあんぐる』についてもこの項で述べる。

## あらすじ

### ぼくのアイドル
ごく普通の大学生、内海恵介が街中で出会ったのはスーパーアイドル矢野みのりだった。事故に巻き込まれてしまったマネージャーに頼まれて、みのりに付き添うことになった恵介。この事がきっかけになり知り合いになった2人は、さまざまなハプニングを乗り越え、やがてお互いに意識するようになっていくが……。

### トキメキ☆とらいあんぐる
街中でストーカーに追われていたアイドル藤本カナを助けた恵介。カナはこのことで恵介を意識するようになっていった。そんな中、恵介はふとしたことからカナとみのりのユニット「ラブスキップ」のマネージャーになってしまった。お互いを意識し微妙な三角関係の結末は……。

## 登場人物
内海恵介（うつみ けいすけ）
この作品の主人公で大学生。アイドルや芸能人はウソばっかな感じで嫌いと思っていたが、みのりと行動を共にするうちに、みのりのことを好きになっていく。優柔不断だが、いざという時には頼もしい男。
矢野みのり（やの みのり）
スーパーアイドル。通称やのみー。恵介のことを好きになっていくが、アイドルということとカナに気をつかって、自分の気持ちに正直になれない。後先考えずに行動することがある。関西弁を喋る。
藤本カナ（ふじもと カナ）
みのりと同期のアイドル。みのりと一緒にアイドルユニット「ラブスキップ」を結成する。街で恵介に助けられ、一目惚れする。
鳥谷日和子（とりたに ひよこ）
恵介のいとこの小学生。恵介の家に住むことになり、恵介と共に行動することに。アイドルが親戚になり、芸能界の情報を知られるという理由で、恵介とカナを付き合わせようと考える。みのりがアイドルを引退すると同時に、ラブスキップのメンバー入りする。
鈴木マネージャー（すずき）
みのりとカナのマネージャー。恵介が最も苦手とする人物。みのりやカナのよき理解者でもある。
安藤夏希（あんどう なつき）
元トップアイドル。みのりの同じ事務所の先輩で、みのりからは夏姉と呼ばれる。みのりに好きな人がいると知りアドバイスをする。現在は結婚して海外で暮らしている。

## 単行本
ジェッツコミックス（白泉社）より刊行。
- 『ぼくのアイドル』 2005年8月発売 ISBN 4-592-13878-3
- 『トキメキ☆とらいあんぐる』 2006年7月発売 ISBN 4-592-13879-1